# Schwaben Park
Schwaben Park est un parc d'attractions et un parc animalier situé à Kaisersbach, en Allemagne.

## Histoire
Le parc a été ouvert le 17 juin 1972 par la famille Hudelmaier sous le nom de Safari Park. Le parc compte 400 animaux, répartis sur 3 hectares et accueille 20 000 visiteurs la première année. 
La première attraction, en 1978, était une grande roue. En 1983, un cinéma à 180 degrés a été ajouté au parc en tant que nouvelle attraction, qui était la seule du genre à fonctionner en Allemagne. Parmi les attractions ajoutées ensuite on compte  la première piste de toboggans en 1984, un train pour enfants d'occasion de Metallbau Emmeln en 1985 et le Nautik Jet de Sunkid Heege en 1986.
Le parc est renommé Schwaben Park en 1985,. La mascotte est un chimpanzé nommé Chimp vêtu d'un t-shirt blanc et d'une salopette rouge.
À partir de 1989, le parc ajoute son premier parcours de montagnes russes ; Himalaya. L'attraction de Schwarzkopf sera démontée en 2016 pour faire place à de nouveaux investissements.
En 2017, le parc s'équipe d'hébergements nommés Schwaben-Dorf.
En 2020, les travaux ont commencé sur Hummel Brummel, un parcours de montagnes russes de type Wie-Flyer de 500 mètres de long du constructeur Wiegand.

## Le parc animalier
Dans le parc animalier, on peut voir divers animaux comme des chimpanzés, des tigres, des lamas, des perroquets, des chiens et des chats.
Le spectacle des chimpanzés, qui existe depuis 1976, a été définitivement arrêté en 2017. Les chimpanzés vivent dans une zone d'environ 1 300 m2  dans le parc. La majorité de ces chimpanzés proviennent d'anciens élevages privés ou de cirque.

## Les attractions

### Montagnes russes
- Force One : Montagnes russes assises de Zierer (2010)
- Hummel Brummel : Montagnes ruses à véhicules suspendus e-powered de Wiegand (2020)
- Raupen Express : Montagnes russes assises de Zierer (2003)
- Wilde Hilde : Montagnes russes de type Roller Ball de Ride Engineers Switzerland (2018)

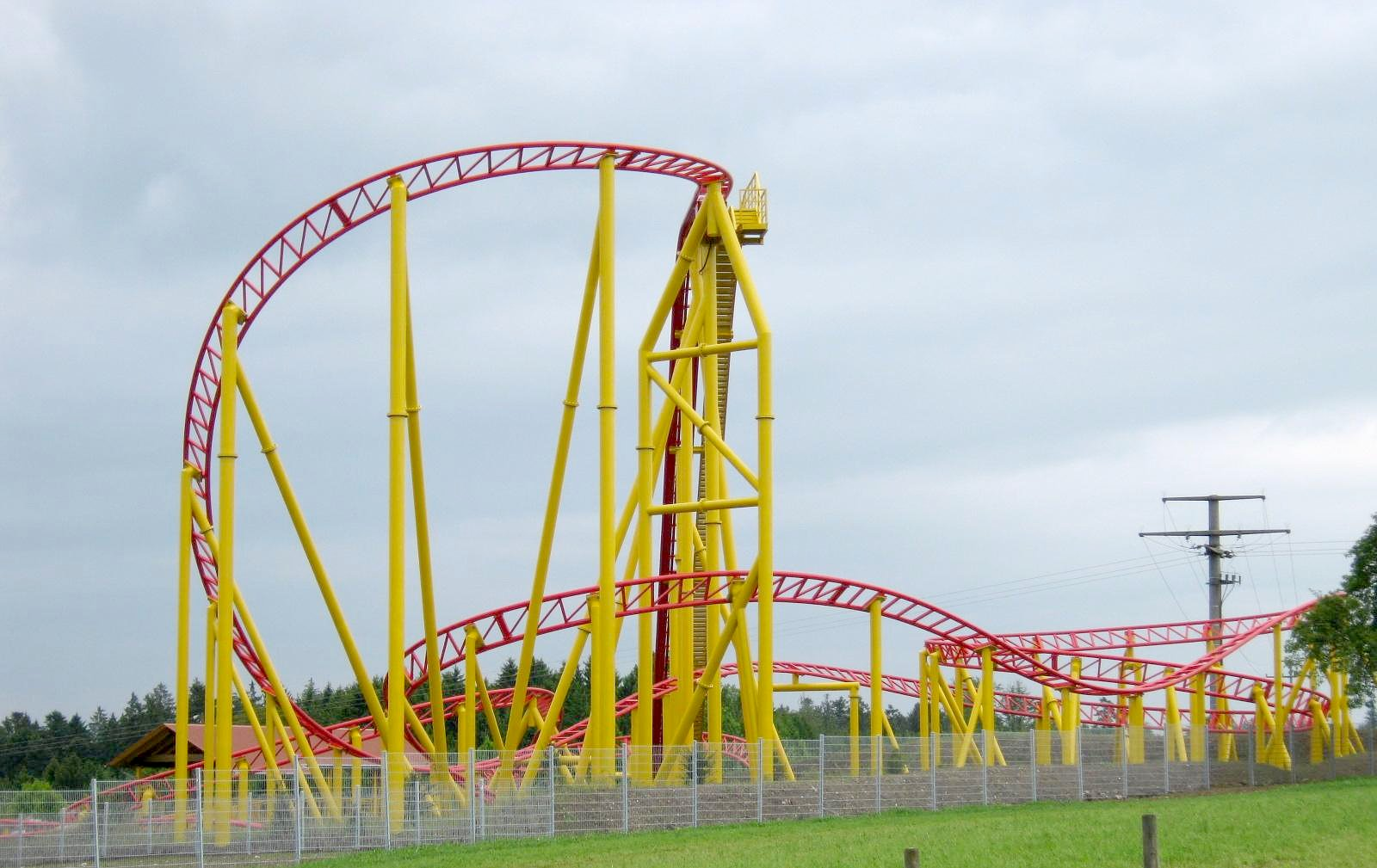
Force One
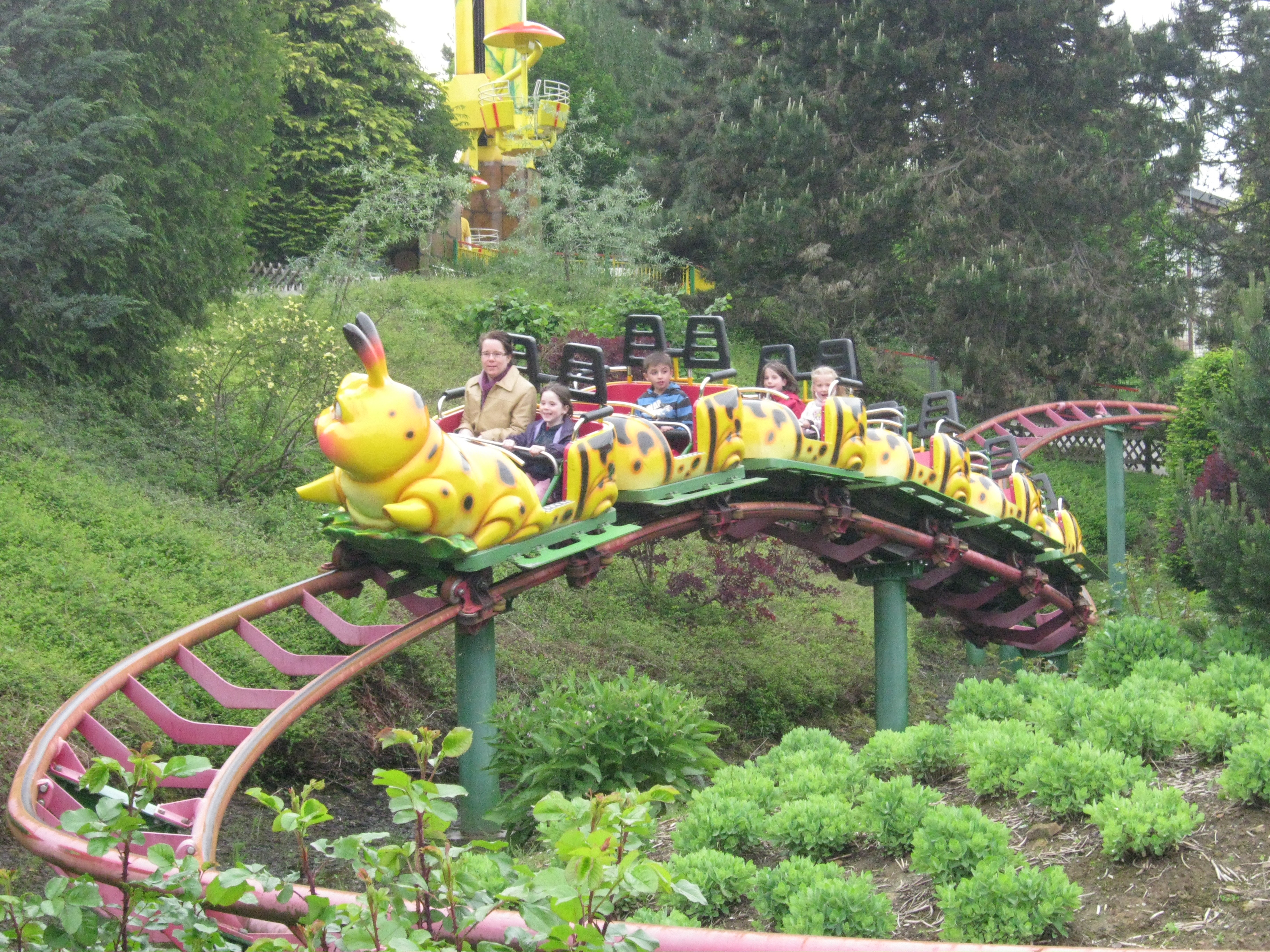
Raupen Express

### Autres attractions
- Anno1950 : Parcours en voitures de Metall Technik Kirschner (2018)
- Azura : Barque scénique (2019)
- Bob Kart : Luge d'été motorisée de Wiegand (2000)
- Box-Autos : Auto-tamponneuse
- Bumperboot : Bouée tamponneuse
- Burg Schwabenstein : Aire de jeu
- Das Sägewerk : Bûches de L&T Systems (1998)
- Fliegender Holländer : Manège
- Kanufahrt : Parcours en canoés
- Kettenkarussell : Chaises volantes
- Kinder Box-Autos : Auto-tamponneuse pour enfants
- Kindereisenbahn : Train pour enfants
- Kindertrucks : Parcours en camions pour enfants
- Kreiselkarussell : Tasses
- Kroko Splash : Bûches pour enfants de ABC Rides (2007)
- Märchenfahrt : Parcours scénique en bouées de Mack Rides (2016)
- Märchenturm : Tour d'observation de Metallbau Emmeln (2008)
- Nostalgie Karussell : Carrousel
- Oldtimerbahn : Parcours en tacots de Mack Rides (2018)
- Papageien-Bahn : monorail
- Pferdekarussell : Carrousel
- Pferdereitbahn : Chevaux galopants de Metallbau Emmeln (2007)
- Riesenrad : Grande roue (1979)
- Riesenrutsche : Toboggan
- Roten Baron : Manège d'avions
- Santa Lore : Bateau à bascule de Metallbau Emmeln (2017)
- Schwaben Express : Bayern Express de Gerstlauer (1995)
- Segelboote : Manège de bateaux
- Traktobahn : Parcours en tracteurs de Metallbau Emmeln (2002)
- Verrückte Palme : Tour de chute de Zierer (2006)
- Wellenreiter : Toboggan de Metallbau Emmeln (2012)

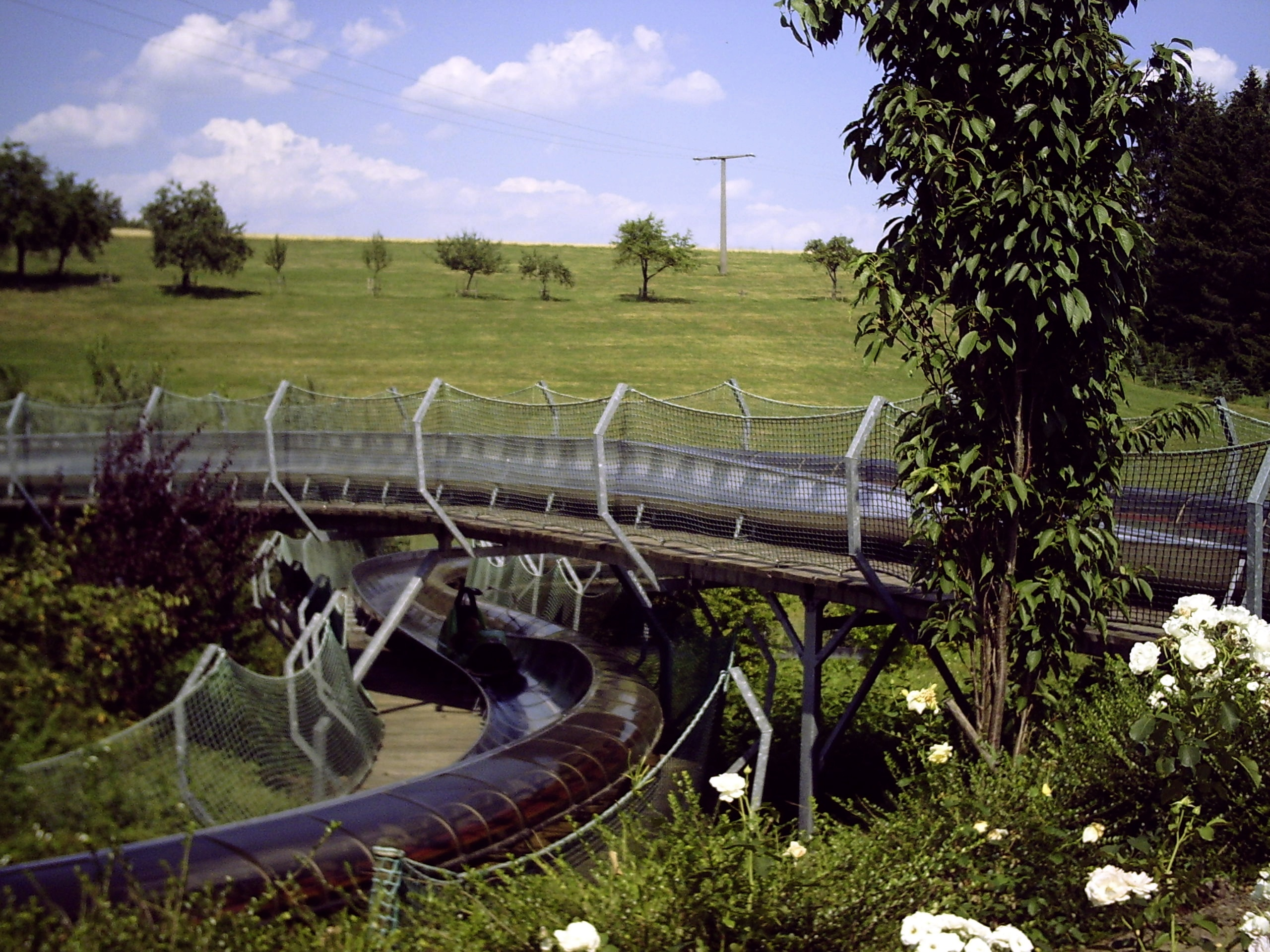
Bob-Kart
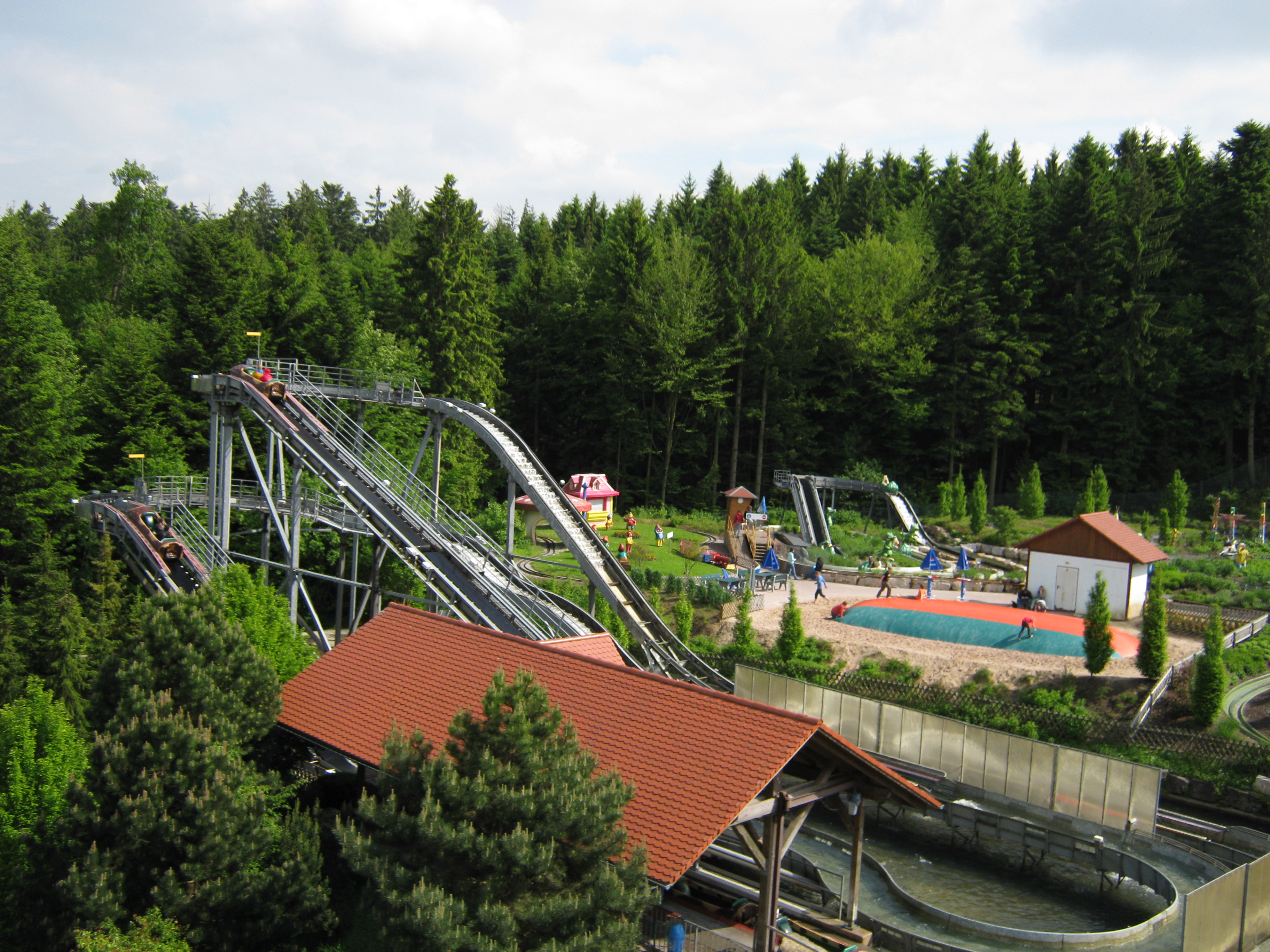
Das Sägewerk
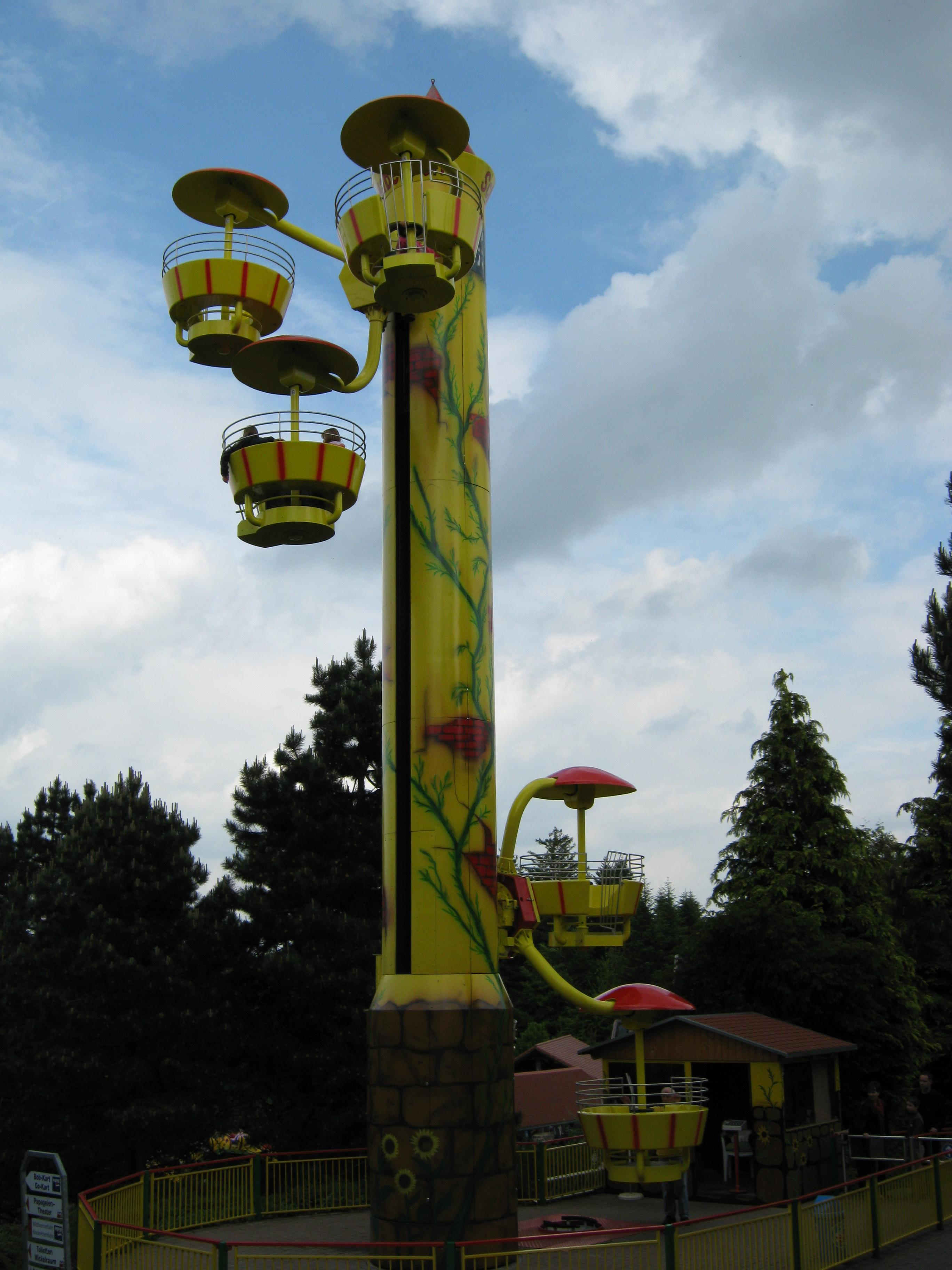
Märchenturm
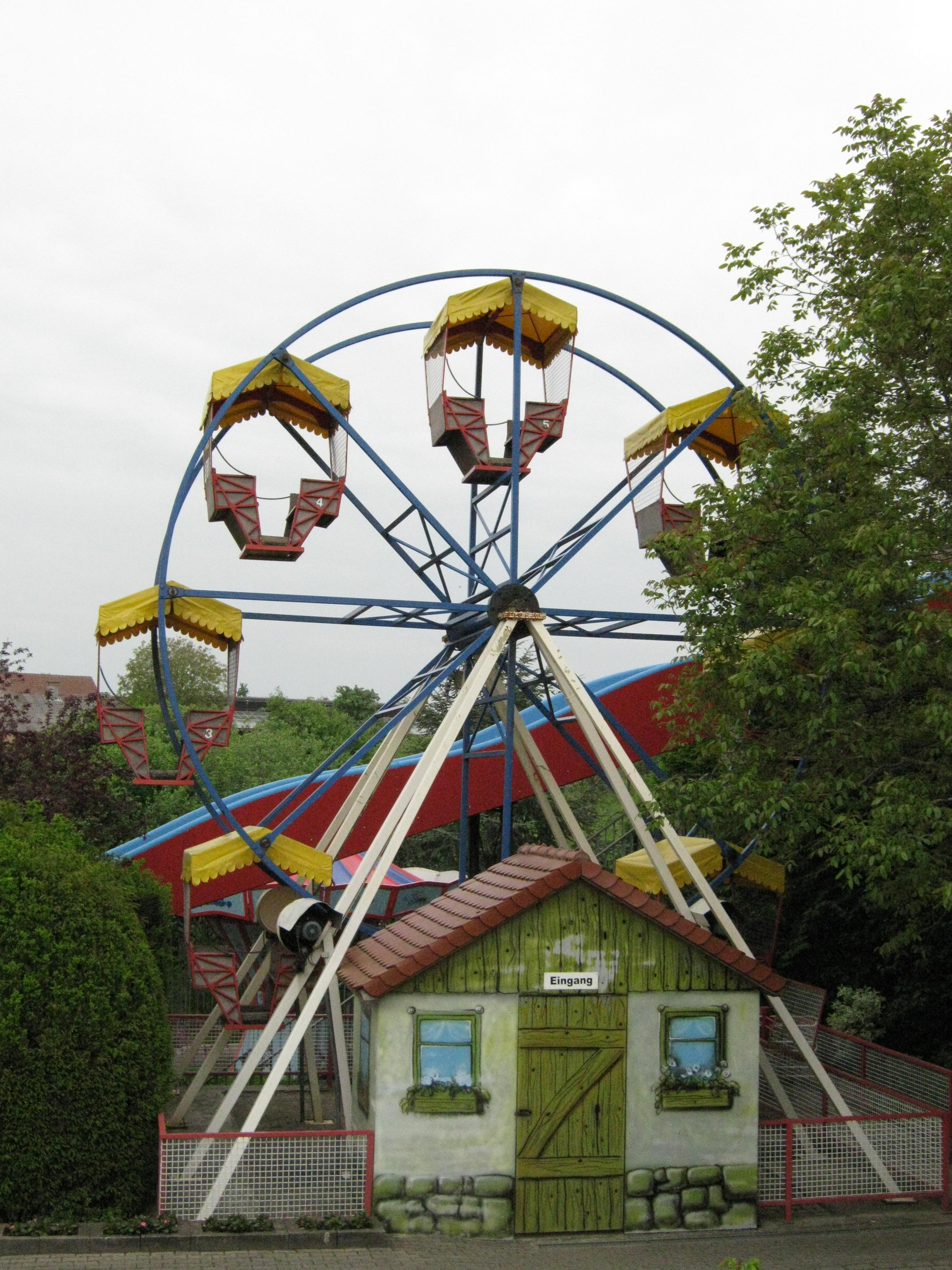
Riesenrad
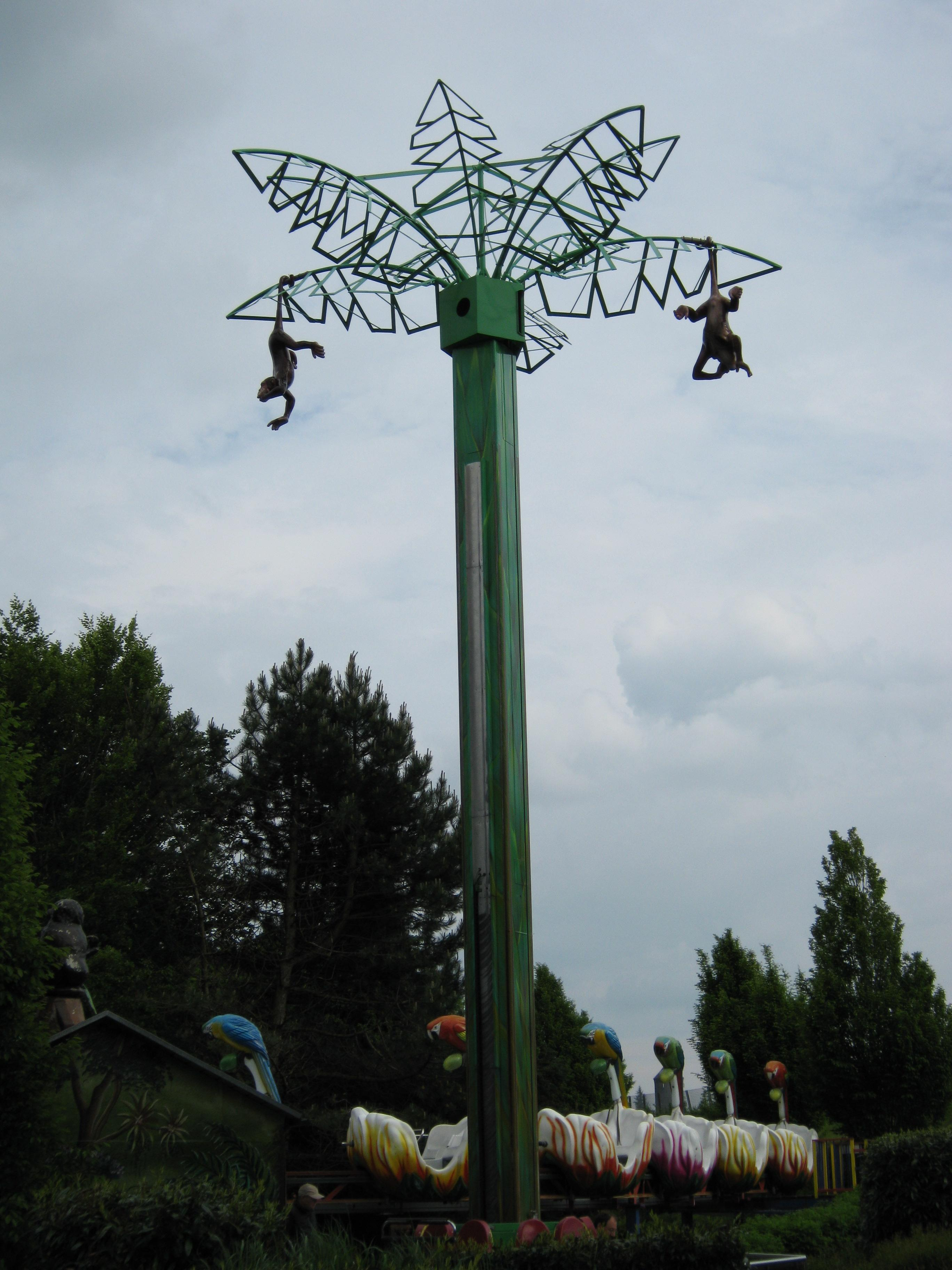
Verrückte Palme